# Alto Consejo de Estado
El Alto Consejo de Estado fue una Junta militar creada por los líderes del golpe de Estado en Mauritania en 2008 y formado por once miembros, todos militares, que ejerció las funciones de la Presidencia de la República de Mauritania desde 2008 a 2009.

## Origen
El mismo día del golpe de Estado, 6 de agosto de 2008, en un comunicado leído en la televisión Al-Arabiya, los jefes militares sublevados comunicaron la creación de un Alto Consejo de Estado presidido por el Jefe de la Guardia Presidencial, general Mohamed Uld Abdelaziz e integrado por los Jefes de los Estados Mayores, a saber: el jefe del Estado Mayor del Ejército, general Mohamed Ould al-Ghazwani; el jefe del Estado Mayor de la Guardia Nacional, general Félix Negri; y el jefe del Estado Mayor de la Gendarmería, Ahmed Ould Bekrin.

### Posición y composición
El 7 de agosto, el Consejo emitió un comunicado indicando que el ejercicio de la Presidencia de la República sería competencia del Alto Consejo en su conjunto como órgano colegiado y dictaría las disposiciones necesarias para reformar las normas constitucionales que fueran necesarias y nombraría un primer ministro en breve plazo.
También emitió un decreto constitucional en donde reformó el texto vigente (Constitución de Mauritania) y que en síntesis estableció que el Alto Consejo de Estado ejercería las funciones de la Presidencia de la República y que el primer ministro y los Ministros cesaban por orden del Presidente del Alto Consejo de Estado, quien lo representa, modificando los artículos 23 a 39. La autoridad del Alto Consejo de Estado fue rechazada por la comunidad internacional.
El Alto Consejo de Estado está compuesto por:
- General Mohamed Uld Abdelaziz (Presidente del Consejo)
- General Mohamed Ould al-Ghazwani
- General Félix Negri
- Coronel Ahmed Ould Bekrin
- Coronel Mohamed Ould Cheikh Ould El Hadi
- Coronel Ghoulam Ould Mahmoud
- Coronel Mohamed Ould Meguet
- Coronel Mohamed Ould Mohamed Znagui
- Coronel Dia Adama Oumar
- Coronel Hanena Ould Sidi
- Coronel Ahmedou Bemba Ould Baye
- Secretario General del Consejo: Mohamed Lemine Ould Guig[8]